# Armand-Jean-Jacques du Lau de Lusignan
Armand Jean-Jacques du Lau de Lusignan est un homme politique français né en 1725 au château de Xaintrailles (Lot-et-Garonne) et décédé le 19 septembre 1793 à Paris.
Mousquetaire de la garde du roi, il devient en 1757 capitaine au régiment de Berry-Cavalerie puis en 1759 au régiment de Lusignan et en 1761 au Royal-Roussillon. Maitre de camp de cavalerie en 1764, il est brigadier en 1780 et chevalier de Saint-Louis. Il est député de la noblesse aux États généraux de 1789 pour la sénéchaussée de Condom. Il se range du côté des partisans de l'Ancien régime.

## Sources
- « Armand-Jean-Jacques du Lau de Lusignan », dans Adolphe Robert et Gaston Cougny, Dictionnaire des parlementaires français, Edgar Bourloton, 1889-1891 [détail de l’édition]